# Podgorac (gmina Ražanj)
Podgorac (cyr. Подгорац) – wieś w Serbii, w okręgu niszawskim, w gminie Ražanj. W 2011 roku liczyła 403 mieszkańców.